# 川崎市立新城小学校
川崎市立新城小学校（かわさきしりつ しんじょうしょうがっこう）は、神奈川県川崎市中原区下新城1丁目にある市立小学校。

## 沿革
出典
- 1953年（昭和28年）4月1日 - 大戸小学校から分離[3]し、創立。
- 1957年（昭和32年） - 校旗作成。
- 1959年（昭和34年） - 校歌制定。
- 1963年（昭和38年） - 創立10周年記念式典挙行。
- 1971年（昭和46年） - 附属幼稚園開園。
- 1973年（昭和48年） - 創立20周年記念式典挙行。同年、水生植物センター完成。
- 1983年（昭和58年） - 新校舎落成。
- 1985年（昭和60年） - 創立30周年記念式典挙行。
- 1989年（平成元年） - 体育館新築落成。同年、「まごころの池」移設。
- 1993年（平成5年） - 創立40周年記念式典挙行。同年、「水生園」工事完了。
- 1997年（平成9年） - 「ぴょんぴょん広場」完成。
- 2002年（平成14年） - 創立50周年記念式典挙行。
- 2004年（平成16年） - 全学級扇風機設置。
- 2007年（平成19年） - 校舎大規模改修実施。
- 2008年（平成20年） - 新校舎落成。
- 2009年（平成21年） - 校庭改修実施。
- 2010年（平成22年） - 「教材園」等を設置。
- 2011年（平成23年） - ビオトープ整備。
- 2012年（平成24年） - 創立60周年記念式典挙行。
- 2013年（平成25年） - 西条八十氏の校歌直筆歌詞修復。
- 2015年（平成27年） - あいさつ運動10周年。
- 2017年（平成29年） - 「校歌」・「市歌」を予鈴としてチャイムに導入
- 2018年（平成30年） - 校舎の外壁に電波時計を設置。
- 2021年（令和3年） - SDGs教育・GIGAスクール構想始まる[4]。
- 2022年（令和4年） - 創立70周年を迎える[4]。

## 通学区域
- 上新城（1丁目・2丁目）、下新城（1～3丁目）、新城（1～5丁目）、新城中町[5]
- なお、本校は高津区との区境線に近いため、橘小学校の学区である高津区千年新町の一部では、橘小学校より、本校の方が近い地域がある。

## 進学先中学校
- 川崎市立西中原中学校[6]

## 学校周辺
- 田園調布学園大学みらいこども園 - 敷地が隣接、かつ進学前こども園のひとつ。
- 神奈川県立新城高等学校 - 川崎市道をはさんで、敷地が隣接。
- 新城こども文化センター

## 交通
- 川崎市営バス「溝06」系統で、「新城神社前」バス停下車後、徒歩約190m・約3分。
- JR東日本南武線武蔵新城駅より、
  - 駅南口から、徒歩約800m・約12分。
- 川崎市営バス・東急バス「千年新町」バス停（高津区）からもアクセス可能。